# Sebastian Weygandt
Sebastian Weygandt, auch Weygand, (* 1760 in Bruchsal; † 1836 in Herleshausen) war ein deutscher Künstler und Maler, der sich überwiegend mit Porträtmalerei beschäftigte.

## Biografie
In den Anfangsjahren hielt sich Weygandt unter anderem in Augsburg und Italien auf, wo er sich in der Kunst weiterbildete. Er war unter anderem fürstlich hohenlohischer Hofmaler in Breslau. In dieser Zeit unterrichtete er die Malerin Julie Mihes. 1807 wurde er zum Hofmaler in Kassel ernannt. Diese Stelle verlor er jedoch um 1813 wieder, als sich das napoleonische Königreich Westphalen auflöste. Dennoch hielt er sich noch um 1818 in Kassel auf, wegen seiner Kunst und seinem Charakter galt er allgemein als angesehen. Dort lehrte er an der Kunstakademie, zu seinen Schülern zählte beispielsweise Johann Wilhelm Nahl. Dieser fertigte später selbst ein Porträt seines Lehrers an. Zu Weygandts bekannten Werken zählen unter anderem Bildnisse von Jérôme Bonaparte und seiner Frau Katharine von Württemberg zu Zeiten des Königreichs Westphalen. Mit den Malern August von der Embde, Ludwig Hummel, Andreas Range und Ludwig Sigismund Ruhl arbeitete er 1818–1819 zudem an einer Reihe von 22 lebensgroßen Bildnissen hessischer Landgrafen, welche für die kurfürstliche Ahnengalerie gedacht waren. 1837 wurden sie an den Wandfeldern des zentralen Kuppelsaales von Schloss Wilhelmshöhe installiert. Im Zweiten Weltkrieg wurden die Kunstwerke jedoch zerstört. 1836 starb er in Herleshausen, einer Gemeinde nahe Kassel.